# 林俊遇害案
2012年5月24日晚或25日凌晨，来自中国武汉的留学生林俊在加拿大蒙特利尔被卢卡·罗科·马尼奥塔谋杀和碎尸的事件，引起国际间震惊和广泛关注。

## 事件详情

### 血腥视频传播
2012年5月25日最先发布在血腥网站上的一段11分钟的视频显示，在昏暗的灯光下，一名年轻男子浑身赤裸地躺在床上，面部大部分地方被蒙上，上身肌肉不結實（与林身材有明显区别），不能判断身份，他手脚被绑，中间曾有摇头、踢腿等轻微的行为。随后视频被剪辑过，画面变成一名男子把碎冰锥反复刺入林俊的身体，继而这名男子将死者的头颅割下、切肉、放血、肢解，奸尸后吃掉部分尸身（屁股部位），再用切下来死者的手给自己自慰，最后用酒瓶插死者的肛门。这段视频被警方证实是真实的，警方表示，发现受害者是一名亚洲男子。消息人士透露，警方已在现场取得疑凶犯案的完整录影片段，全长约15分钟，较10分45秒的网上版本完整。完整版本没有配乐，但有现场的背景噪音。该影片曾被试图删除，最终被蒙特利尔警方的电脑专家修复。

### 收到尸体包裹
2012年5月29日，加拿大保守党位于渥太华的总部收到一个带血迹的邮政包裹，纸箱内是一只人脚。这成了世界各地的头条新闻。这个包裹是由Jenni Byrne打开，里面被鲜血染红，并有臭味。当天晚些时候，渥太华警方在一邮局中发现一个包含一只断掌的包裹，收件人地址是加拿大自由党总部。警方证实两个包裹均发自蒙特利尔。并在蒙特利尔由一个看门人发现一个手提箱内含有男性分解躯干，没有头部和四肢。

### 受害者身份确认
2012年5月30日证实，身体各部位属于同一个人，中国湖北省武汉留学生林俊。
林俊（1978年12月30日－2012年5月），33岁，父母离婚，父母均为铁路系统职工，母亲是铁路供电段的职工，母亲杜智桂独自带着儿子长大，林俊还有一个抱养的妹妹随母亲姓杜。林俊1995年至1997年在汉口铁路中学读书，本科毕业后在北京工作，并购买了房屋。林俊赴加留学之前，曾暂时迁居上海，2009年申请海外教育签证。林俊的同学说，他2010年来到加拿大，2011年曾回国一次，是持有楓葉卡的新移民。2011年7月，林俊回到加拿大后进入蒙特利尔康考迪亚大学就读。據该大學的新聞發言人向《環球郵報》記者稱，林俊是該校工程和電腦系專業的本科生。有報道稱，林俊主攻的是遊戲编程方面的課程。
其舅舅杜建国指，外甥为人本分而且很孝顺，“他可以什么都不要，但一定要自己的父母过得好。蒙特利尔一间便利店的东主黄衎衎说，林俊在他的店铺当收银员，他负责任、谦恭有礼，面对品流复杂的蒙特利尔社区，都能友善对待顾客。林俊生前和友人共租一間公寓，友人稱林俊人很幽默，且喜歡貓。有报道引用同校的同學說，林俊是和男朋友一起到加拿大，並且交往多年，男朋友管他管得比較緊，男友近期返中國，其後一直打電話都找不到林俊，於是托蒙特利爾的朋友找他，然後就趕回加國。林俊友人指自己認識的林俊很正常，林看起來較低調，友人起初不知道林是男同志，直至出事才知道。友人擔心林遇害會進一步加深華人社會對同性戀者的誤解。林俊在康考迪亚大學就讀的同時，還在政府资助的法国文化协会（Alliance Française）讀法語班。一位法語班學生說：「看到他（林俊）的話，感覺挺成熟的，課上同學間話不多，但常笑咪咪的，課間交流的時候脾氣也很好，我們一起上的法語課是初級，都是從基礎開始學，不過這個大哥的進步也很明顯。」「可能是因為他已經33歲了，平時他都很照顧我們這群比他小的，他有的時候會和我們討論電影，比如最近的《復仇者聯盟》還有《黑衣人》，挺幽默的，
现时加拿大全国皆允许同性合法婚姻。林俊的同班同学说：「他最大的目標就是找到真愛。」林俊移民加拿大是希望获得较为宽松的环境，他经常健身并曾在微博贴上半裸上身的照片，但微博上的照片从来都只有林俊孤单一人。
關於林俊和兇手的關係以及兇手殺人動機的說法衆說紛紜，有傳言稱林俊與兇手馬尼奧塔正在約會。據法新社報道，林俊的一名好友在接受《環球時報》採訪時曾否認林俊與馬尼奧塔是戀人關係。他說：「林俊有許多朋友，他不可能與馬尼奧塔有戀人關係或住在一起，他的生活用品都在自己的住處。」此外，林俊的朋友都說從來沒有聽說過馬尼奧塔這個人。另有報道稱，林俊最近交往的男朋友不久前剛與馬尼奧塔分手，而馬尼奧塔也認識林俊，所以就此動了殺機。网名为“立小猴”的林俊同住室友在微博上写道：“我需要澄清的是他既没有同居，也没有约会，只是下班去那个凶手家喝一杯，因为那个凶手平时就像一个正常人一样。国内的记者什么的全是为了搏人眼球的哗众取宠的不负责任的乱写，完全不尊重已逝去人的生命。”有與林俊保持聯絡的朋友指林曾向他訴說在加國感到沉悶及沮喪。林俊生前，在2012年4月22日曾于新浪微博上发布了一张空无一人的列车照片，并加注：午夜食人列车，配以“晕”的表情图标。在虾米音乐上也显示其最后的听歌时间为5月24日22:21（UTC+8，加拿大蒙特利尔时间为10:21），曲目为凯蒂·派瑞的成名曲《I Kissed a Girl》。

### 凶手被通缉
犯罪嫌疑人很快被确定为卢卡·罗科·马尼奥塔。马尼奥塔居住地附近的公寓大楼还留有一堆垃圾，他已逃离当地。警察很快发布全国通缉令，后升格为国际通缉令。最初，警方无法确定受害人是林俊，当时被斩首和肢解的尸体没有恢复所有的身体部位。
警方把在蒙特利尔的马尼奥塔的公寓卧室作为第一犯罪现场。据La Presse和CTV电视网报道，在发送给保守党总部的包裹中发现一张纸条，指出尸体其他部位也已被邮寄，并且他将再次杀人。
2012年5月31日，蒙特利尔警方发出国际通缉令，要求国际刑警组织的帮助，据警方发言人伊恩·拉弗雷尼埃证实马尼奥塔很可能已经离开加拿大并飞往法国。后来证实，他离开加拿大前往法国巴黎，并从那里来到德国柏林，在柏林他被警方拘捕。
2012年6月5日，含有人体右脚的包裹被送到温哥华圣乔治中学，另外有一个含有一只右手的包裹被送往温哥华教育局。不清楚为何选择这两个地方为目标。学校第二天早上正常上课。6月6日，蒙特利尔警方在调查后证实，这两个包从蒙特利尔寄出，它们将被运到蒙特利尔进行DNA检测。

## 疑兇被捕及后续反应

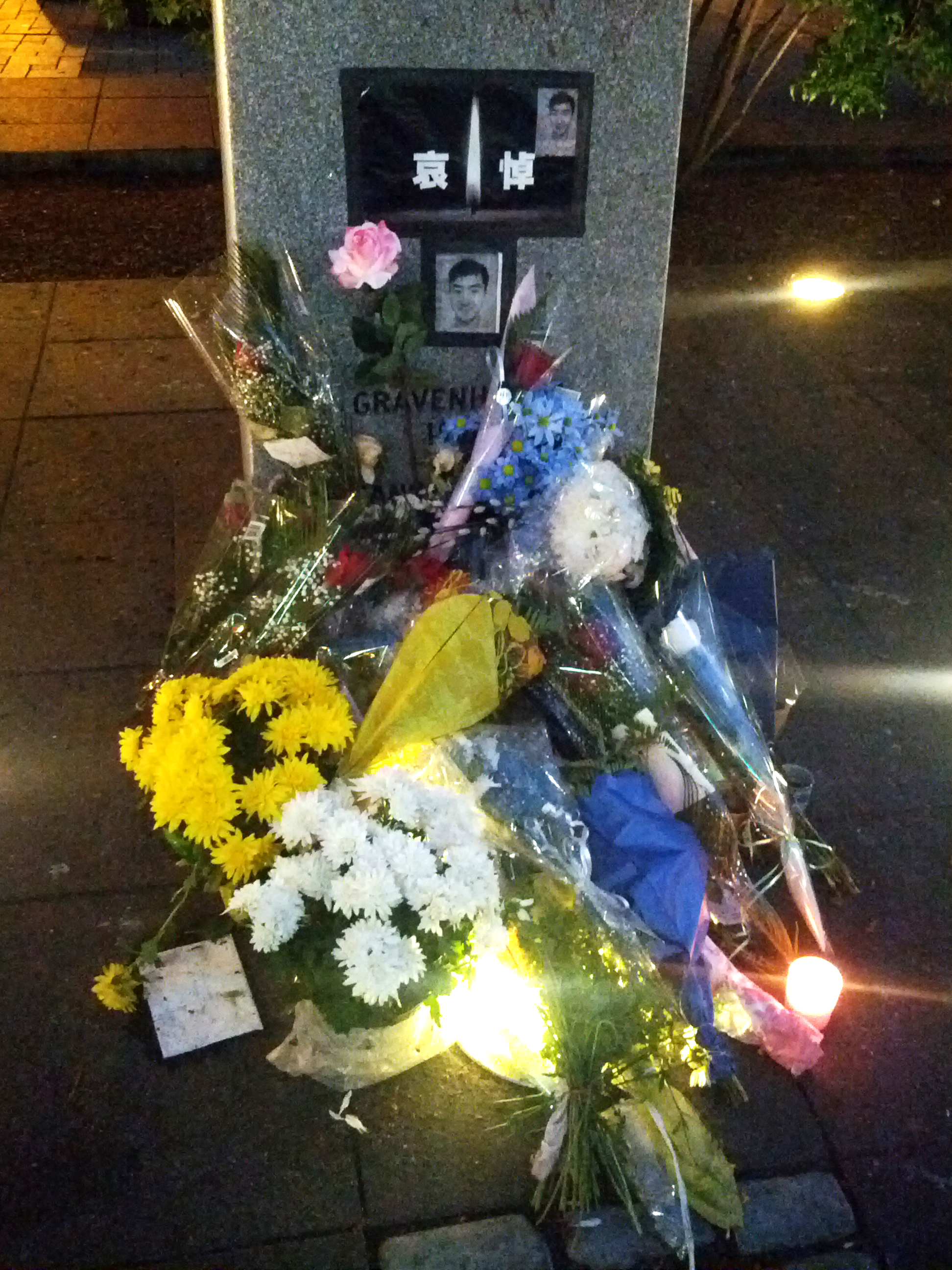
在蒙特利尔白求恩广场，人们纪念林俊。

2012年6月4日，德国当地时间下午2点，疑凶马尼奥塔在柏林新克尔恩区内的一家网吧内被德国警方逮捕，网吧的土耳其裔管理员卡迪尔·安拉伊什利（Kadir Anlayisli）发现了嫌犯并在当街通报给了警察，巡警进入网吧进行询问后马尼奥塔承认了自己的身份。6月4日，加拿大总理斯蒂芬·哈珀祝贺警察逮捕疑凶。
6月5日马尼奥塔出现在柏林法院，并已接受被引渡到加拿大。马尼奥塔一直拒绝透露失踪头颅的去向。
6月6日，林俊的父母、妹妹和舅舅抵达蒙特利尔皮埃尔·埃利奥特·特鲁多国际机场，协和大学中国留学生会负责人迎接他们。林俊的母亲悲痛欲绝，几乎不能走路，需学生们搀扶，嘴里不停地说“我们带你回家了”。而疑凶律师在与马尼奥塔会面後称，他不紧张，是一个有礼貌的人，和报纸电视上形容的简直判若两人。林俊的同校同学说，越对林俊深入了解，越觉得他是一个賢人，他不应该遭此命运，太残忍了。
6月7日，中国驻蒙特利尔领事馆称协和大学中国同学会正筹集资金，希望民众能够捐款帮助林俊家人支付料理后事所需的各种费用，方案名为“林俊家庭基金”。康考迪亚大学亦设立了“林俊奖学金”，专门用来资助希望到该校读书的中国学生。
6月13日，柏林法院发言人Tobias Kaehn表示，法院已有足够证据将疑兇马尼奥塔继续拘留直至引渡。柏林检察署将正式要求德国司法部及外交部签署同意引渡，估计至少需时两星期。马尼奥塔曾表示不反对引渡。届时他将面对谋杀、亵渎尸体、利用邮政系统投递「淫秽、猥亵、不道德或下流」的物品等控罪。6月19日，德国安排军用运输机押送马尼奥塔，其手脚全程被戴上镣铐，并由持枪警卫看守，蒙特利尔当局感谢联邦政府安排军机作引渡之用。19日马尼奥塔在警察拘留中心的问讯视频显示他通过他的律师Pierre Panaccio否认了对他的所有5项指控。
6月13日，所有回收的身体部分与林俊家人的DNA样本进行检测，DNA检测结果证明，那些身体部分的确属于林俊。
6月19日中国外交部发言人洪磊表示，希望加拿大在审理疑凶时能够考虑受害人林俊家人的意愿，公正地审理此案，并能够确保受害人林俊及其家人的正义得到伸张。但他并没有透露林俊家人的意愿是什么。
6月21日，马尼奥塔出现在蒙特利尔法庭上，他的律师没有要求精神鉴定。他下次出庭时间是2013年3月。
7月1日，林俊的头颅在蒙特利尔Angrignon公园的一个湖边被找到。
林俊的遗体于7月11日火化。7月21日，林俊的追悼会在加拿大蒙特利尔的一所华人教堂举行。他的父母、生前好友和近200名悼念者出席活动。7月26日他的骨灰被埋葬在蒙特利尔雪地聖母公墓K区K04166。

## 审判
2014年12月23日，陪审团做出裁决，马尼奥塔一级谋杀等五项罪名成立，后被判处无期徒刑，25年内不可获假释。